# Eukoenenia maros
Eukoenenia maros är en spindeldjursart som beskrevs av Bruno Condé 1992. Eukoenenia maros ingår i släktet Eukoenenia och familjen Eukoeneniidae. Inga underarter finns listade i Catalogue of Life.